# Gerry Rafferty
Gerald "Gerry" Rafferty (16. april 1947 – 4. januar 2011) var en skotsk sanger, sangskriver, musiker og musikproducer. Han var et af de grundlæggende medlemmer af Stealers Wheel, hvis største hit "Stuck in the Middle with You" i 1973. Hans solokarriere inkluderede hits i slut 70'erne som "Baker Street", "Right Down the Line" og "Night Owl".
Rafferty blev født ind i en arbejderfamilie i Paisley, Skotland. Hans mor lærte ham både irske og skotske folkesang, da han var dreng. Senere blev han inspireret af the Beatles og Bob Dylan. Han blev en del af folkepop-gruppen the Humblebums (hvor også Billy Connolly var medlem) i 1969. Efter de gik i opløsning i 1971 udgav han sit første soloalbum, Can I Have My Money Back?. Rafferty og Joe Egan dannede gruppen Stealers Wheel i 1972 og producerede flere hits, hvoraf "Stuck in the Middle with You" og "Star" er blandt de mest kendte. I 1978 udgav han sit andet soloalbum, City to City, der inkluderede "Baker Street", som blev hans mest succesfulde sang.
Han døde den 4. januar 2011 i en alder af 63 af leversvigt.

## Diskografi
- Can I Have My Money Back? (1971)
- City to City (1978)
- Night Owl (1979)
- Snakes and Ladders (1980)
- Sleepwalking (1982)
- North and South (1988)
- On a Wing and a Prayer (1992)
- Over My Head (1994)
- Another World (2000)
- Life Goes On (2009)
- Rest in Blue (2021)